# Клин (лист)
Клин је рукописни хумористичко-сатирични лист који је излазио у Пожаревцу, односно у пожаревачком затвору, на самом почетку 20. века. Пун наслов листа био је: КЛИН - породични лист (у оригиналу: породичан лист). Први број листа изашао је 1. јануара 1900. године. Лист је био радикалског политичког опредељења и уређивали су га опозиционари и прваци тадашње Радикалне странке. Једини примерак овог листа чува се у Народној библиотеци Србије и дигитализован је.

## Историја
Хумористичко-сатирични лист Клин, покренут је 1. јануара 1900. године, у „Пожаревачком арестариуму”, односно Пожаревачком затвору. Лист је вероватно уређивао Милорад Павловић Крпа, под псеудонимом „Клинчић”, а Редакциони одбор чинили су опозиционари и прваци Радикалне странке: Коста Таушановић, Миленко Веснић, Добросав Ружић, Глиша Регнеровић, Алимпије Савић, Милорад Павловић Крпа, др Божидар Марковић и Мијајло Марковић, који су се у затвору нашли због сумње да су учествовали у припреми Ивањданског атентата на краља Милана Обреновића.
Први и једини број листа Народна библиотека Србије откупила је 1952. године. Библиотека је дигитализовала велики део књижне грађе настале до 19. века, тако да се у Дигиталној библиотеци Народне Библиотеке Србије, поред осталог, може наћи и колекција од 43 наслова рукописне периодике.

### Друштвени контекст у ком је настаоКлин
Крајем 19. века, у жељи да привуку што већи број читалаца, настале су и веома популарне хумористичко-сатиричке новине, које су најчешће имале политичку подлогу, основане од стране одређене политичке странке, новчано подржаване од верских група, српског двора, Беча или Пеште. Било је и таквихкоје су издаване без икаквих политичких претензија, само ради забаве и разоноде или из жеље да се аутори окушају на пољу публицистике. Међу њима се издвајају они који су чак у целини писани и цртани руком. Без обзира на то из ког разлога су ови листови покретани, временом су постајали обавезно штиво у кафанама, читаоницама, политичким клубовима, као средство опозиционе или режимске забаве, разбибриге, подсмеха и чарки српских политичара, новинара и књижевника. Српска рукописна периодика настајала је онда када није било других могућности да се писана реч приближи читаоцу, најчешће у ратним условима, ванредним околностима или у тренуцима материјалне, логистичке и техничке оскудице. Један од таквих рукописних новина био је и хумористичко-сатирични лист Клин, настао у затвору.
Рукописна периодика, односно рукописне новине су претеча штампаних. Годином појаве новина у Европи се сматра 1605. година, када се у Стразбуру појавило прво штампано издање. Издавач и уредник био је Јохан Каролус, који је пре тога издавао рукописне новине. У најпознатију рукописну периодику спадају рукописне „рововске новине” из Првог светског рата. Међу њима су и оне које су српски војници писали на Солунском фронту, какав је лист Антена. У овим „рововским новинама”, било да су излазиле у штампаном или рукописном издању, хумор је коришћен у свим формама.

## Опис листа
Лист Клин писан је на каро папиру машинске производње, формата 23×15 cm. Текст је писан црним тушем и графитном оловком, једностубачно и двостубачно, писаним и штампаним словима ћирилице, са једном сентенцом на страни 9 и потписом испод ње на немачком језику, латиницом. Наслов је исписан калиграфски, црвеном бојом, са поднасловом Породичан лист. Зајено са насловном страном и полеђином лист има 14 страна које нису оригинално нумерисане. Листови 4 и 5 имају водени жиг. Датиран је по старом календару, а текст је видљив и читак.
У импресуму је као издавач наведен Пожаревачки "арестаријум", а за континуитет излажења листа наведено је: Клин излази кад хоће (улази кад може). Лист садржи шаљиве песме и приче, разне вести и обавештења, афоризме, загонетке, огласе и друге прилоге.
Чланови Редакционог одбора наведени су на 3. страни:
- Коста Таушановић,
- М. Р. Веснић
- Д. М. Ружић
- Гл. Регнеровић
- Ал. Савић
- М. Павловић
- др Б. Марковић
- М. Марковић[10]

Поред овог списка налазе се и потписи чланова Редакционог одбора, исписани црним и љубичастим мастилом, седам ћирилицом и један "арапским" писмом. Сарадници листа су се испод прилога потписивали псеудонимима, именима и надимцима: Клинчић, Абдула Нубер, Стојко Гаћановић, Ера из Качера, Др., Милан "Зрак", Стара Гарда и другим.